# Nobody Move
Nobody Move – piąty singel amerykańskiej grupy hip-hopowej Poor Righteous Teachers wydany w 1993 roku nakładem wytwórni Profile Records. Wydawnictwo zostało wyprodukowane przez Culture Freedoma, Father Shaheeda oraz Wise Intelligenta i zadebiutowało na 98. miejscu notowania Hot R&B/Hip-Hop Songs. Utwory z single znalazły się na trzecim albumie grupy zatytułowanym Black Business.

## Lista utworów
Strona A
1. Nobody Move (Remix) – 4:28
2. Nobody Move (Instrumental) – 4:28
3. Nobody Move (Album Version) – 4:28

Strona B
1. Da Rill Shit (Vocal) – 5:07
2. Da Rill Shit (Instrumental) – 5:07

## Użyte sample
Opracowano na podstawie źródła.
- „Statues” w wykonaniu Jacka Bruce'a.
- „Nobody Move, Nobody Get Hurt” w wykonaniu Yellowmana.

## Notowania
| Rok  | Utwór       | Notowanie             |
| Rok  | Utwór       | Hot R&B/Hip-Hop Songs |
| ---- | ----------- | --------------------- |
| 1993 | Nobody Move | 98                    |